# ゲオルク・ラッシュ
ゲオルク・ラッシュ（Georg William Rasch ([ˈræʃ]) (1901年9月21日-1980年10月19日)は、デンマークの統計学・計量心理学者。ラッシュモデルとして知られる統計モデルの考案者として知られる。

## 経歴
推計統計学を確立したイギリスの統計学者ロナルド・フィッシャーやノルウェーの計量経済学ラグナル・フリッシュの下で研究をすすめ、1948年に国際統計協会会員となった。
1919年、ラッシュは数学をコペンハーゲン大学で研究を開始した。1925年修士号取得、1930年、数学者ニールス・エリク・ネールント指導で博士号取得。

## ラッシュモデル
計量心理学への貢献としてラッシュはポアソン分布を用いて、生徒が文書を読解するときのエラーをモデル化し、乗法ポアソンモデルと呼んだ。ラッシュは二分データのモデルを開発し、デンマーク軍インテリジェンス部門で使用された。同時代にアメリカでは項目反応理論（IRT）が開発されており、項目反応理論のなかではラッシュモデルは最も単純なモデルの1つである。 
Raschモデルには独特の数学的特性があり、モデルパラメーター（アイテムの難易度、受験者の能力）は十分統計量である。 ラッシュは、自らのアプローチが物理学における測定の分析から推定される測定基準を満たしていることを示し、またRaschモデルの一般化を提案した。
Raschモデルは、教育および教育心理学の評価、特に達成と認知の評価に広く使用されており、OECD生徒の学習到達度調査(PISA)でも使用される。ただし、OECD生徒の学習到達度調査でのラッシュモデルの使用については、ラッシュの生徒であるコペンハーゲン大学の統計学者スヴェンド・クライナーをはじめとする統計学者らから批判されている。

## 著書
- Rasch, G. (1960/1980). Probabilistic models for some intelligence and attainment tests. (Copenhagen, Danish Institute for Educational Research), expanded edition (1980) with foreword and afterword by B.D. Wright.  Chicago: The University of Chicago Press.
- Rasch, G. (1961). On general laws and the meaning of measurement in psychology, pp. 321–334 in Proceedings of the Fourth Berkeley Symposium on Mathematical Statistics and Probability, IV. Berkeley: University of Chicago Press, 1980.
- Rasch, G. (1977). On Specific Objectivity: An attempt at formalizing the request for generality and validity of scientific statements. The Danish Yearbook of Philosophy, 14, 58-93.
- 邦訳『心理テストの確率モデル』内田良男訳、名古屋大学出版会（1985)

## 文献
Andersen, E. B. (1982) Georg Rasch (1901–1980), Psychometrika, 47,(4), 375-376.